# اگاستوک (کوه‌های آلپ آوری)
اگاستوک (به لاتین: Eggstock) یک کوه در سوئیس است که در کانتون وله واقع شده‌است. اگاستوک ۳٬۵۵۴ متر بالاتر از سطح دریا واقع شده‌است.